# Alderac Entertainment Group
Alderac Entertainment Group (generalmente abbreviata in AEG) è una casa editrice statunitense di giochi di carte collezionabili, di ruolo e da tavolo. È stata fondata da Jolly Blackburn nel 1993 con sede a Ontario, in California.

## Storia
Nel gennaio 1990 Jolly R. Blackburn iniziò pubblicare Shadis, una rivista dedicata ai giochi di ruolo in generale, inizialmente poco più che una fanzine in bianco nero. Blackburn, che era un sergente nell'esercito, dovette sospenere la pubblicazione quando fui inviato alla guerra del Golfo, ma al suoi ritorno ne riprese la pubblicazione e nel settembre 1993 distribuì gratuitamente 10 000 copie del primo numero colori alla Gen Con XVI e fondò l'Alderac Entertainment Group come società per gestire la pubblicazione della rivista. Il nome riprendeva quello di una campagna di gioco di ruolo masterizzata da Blackburn.
Blackburn lasciò la compagnia nel 1995 per dedicarsi completamente al suo fumetto Knights of the Dinner Table, inizialmente apparso proprio su  Shadis, mentre la AEG si concentrò nel progetto di un gioco di carte collezionabili che divenne Legend of the Five Rings (1995), con l'aiuto anche di finanziatori esterni, tra cui l'Isomedia, una piccola società locale di distribuzione di proprietà di Ryan Dancey.. Nel 1996 per meglio gestire la proprietà intellettuale del gioco fu fondata una nuova società, la Five Rings Publishing Group a cui Alderac e Isomedia vendettero i diritti sull'ambientazione e a sua volta la nuova ditta li rilicenziò indietro alla Alderac che continuò a pubblicare il gioco. Robert Abramowitz fu nominato presidente della Five Ring Publishing in rappresentanza di un gruppo di investitori,  mentre Ryan Dancey divenne vicepresidente allo sviluppo prodotti e John Zinser vicepresidente alle vendite.
Nel 1997 Abramowitz e Dancey agirono da intermediatori tra la Wizards of the Coast e la TSR per l'acquisto di quest'ultima e come parte dell'accordo anche il Five Rings Publishing Group fu acquistato dalla Wizards of the Coast, diventandone una divisione fino al 1998 quando fu dissolto. Lo sviluppo delle regole ed espansioni del gioco di carte collezionabili rimase alla AEG, ma la pubblicazione passò alla Wizards of the Coast..
A partire dal 1997 John Wick diresse per l'AEG il gruppo di sviluppo (Shawn Carman, Seth Mason, Fred Wan, Rich Wulf, Brian Yoon) che creò il gioco di ruolo La leggenda dei cinque anelli basato sulla stessa ambientazione del gioco di carte collezionabile. Il sistema di gioco ideato per il regolamento, detto Roll & Keep, fu successivamente usato per altri giochi di ruolo pubblicati dalla AEG. Il regolamento riempì la nicchia dei gioco di ruolo fantasy orientali, rimasta vuota dalla pubblicazione di Bushido e da Oriental Adventure negli anni ottanta e fu ben ricevuto, vincendo anche l'Origins Award 1997 come miglior gioco di ruolo Nel giro di tre anni la AEG pubblicò circa 30 supplementi per la prima edizione del gioco e nel 2000 pubblicò la seconda edizione.
Con il numero di dicembre 1998 chiuse la rivista Shadis.
Nel 1999 la AEG pubblicò il gioco di ruolo fantasy/piratesco di cappa e spada 7th Sea,  anch'esso basato sul Roll & Keep e seguito da un omonimo gioco di carte collezionabili
In questo periodo la AEG strinse un accordo con il Pinnacle Entertainment Group occupandosi della distribuzione dei suoi prodotti e sviluppando Doomtown, un gioco di carte collezionabile basato sull'ambientazione horror/western di Deadlands. L'accordo non durò a lungo a causa della distanza tra la due ditte, ma prima che terminasse Matt Forbeck, uno dei proprietari della Pinnacle, si trasferì alla AEG portando con sé la propria ambientazione, il gioco di ruolo supereroistico/distopico Brave New World.
Nel dicembre 2000 entrò nel nascente mercato legato al d20 System pubblicando una serie di libretti con brevi avventure, Adventure Keep che arrivò a totalizzare una cinquantina di numeri prima della chiusura nel 2002, quindi una serie di supplementi generici che durò per una ventina di numeri fino al 2004. Sempre usando il d20 system pubblicò inoltre due giochi di ruolo basati su spettacoli televisivi, Farscape RPG (2002) e Stargate SG-1 RPG (2003) e l'ambientazione spionistica di Spycraft (2002), che riscosse un certo successo, arrivando sul mercato qualche mese prima del d20 Modern Roleplaying Game della Wizard of the Coast.
Nel 2001 la Wizards of the Coast si liberò delle licenze meno redditizie e la AEG acquistò la piena proprietà della licenza per La leggenda dei cinque anelli, che aveva continuato ad usare con il permesso della Wizards of the Coast dopo che era già scaduta nel 2000..  Comunque allo stesso tempo la Wizards of the Coast pubblicò una nuova edizione di Oriental Adventure a cura di James Wyatt in cui l'ambientazione del Rokugan (il nome della principale nazione de La leggenda dei cinque anelli)  sostitutiva quella di Kara-Tur e l'AEG immediatamente pubblicò Rokugan Oriental Adventures Campaign Setting espandendo il materiale pubblicato dalla Wizards of the Coast e seguendolo con altri due manuali nel 2002 e con diversi supplementi con statistiche doppie per il Roll & Keep  e per il d20 System. Nel 2004 pubblicò l'ultimo supplemento con statistiche doppie d20 System/Roll & Keep e nel 2005 la terza edizione del gioco fu basata unicamente sul sistema Roll & Keep, mentre una seconda edizione di Spycraft fu pubblicata usando l'OGL, ma la nuova linea fu chiusa in breve tempo.. Nel 2008 l'ambientazione fu espansa alla regione di Burning Sands, un'ambientazione fantasy araba collegata a quella di Legend of the Burning Sand.
Nel 2010 pubblicò la quarta edizione di Legend of the Five Rings, accompagnata da alcuni supplementi, ma comunque il focus principale dell'AEG era da tempo sul gioco di carte collezionabili. L'attività principale della AEG aveva proseguito la produzione del gioco di carte collezionabili da dove l'aveva lasciata la Wizards of the Coast proseguendo con l'espansione A Perfect Cut nel 2001 e pubblicando un nuovo set base ogni due anni, per esempio alla fine del 2005 fu pubblicata la Lotus Edition con cui iniziò il ciclo di storie dell'Age of Enlightenment ("età dell'illuminazione") e nel 2007 la Samurai Edition che includeva il ciclo di storie del Race for the Throne ("corsa per il trono").
In 2009, AEG entrò nel mercato dei giochi da tavolo pubblicando dieci nuovi giochi tra cui il gioco di costruzione del mazzo Thunderstone e Smash Up.

## Prodotti

### Giochi di carte collezionabili
- Dan Verssen, David Williams, Erik Yaple (1998). 7th Sea Collectible Card Game
- David Williams (2006). City of Heroes Collectible Card Game
- David Williams (1998). Doomtown. Vincitore degli Origins Award 1998 come miglior gioco di carte collezionabile e miglior presentazione grafica di un gioco di carte[18]
- Mario S. Gallegos, Rick Medina, Duane Parker (2003). HumAliens
- Dave Williams (2003). Initial D
- David Williams, Ryan Dancey e Matt Wilson (1995). Legend of the Five Rings
- David Williams, Raymond Lau (2003) Legend of the Burning Sands
- Mark Wootton (2013). Romance of the Nine Empires
- Michael Mullins, Justin Walsh e Dave Williams (2004). Spycraft Collectible Card Game
- Kevin Millard e David Williams (2001). Warlord: Saga of the Storm

### Giochi da tavolo
- Guillaume Blossier, Frédéric Henry (2009). The Adventurers: The Temple of Chac
- Damien Desnous (2009). Arcana
- Brent Keith (2009). Infinite City
- John Zinser (2008). Tomb
- Brent Keith (2009). Tomb: Cryptmaster
- Reiner Knizia (2008). Abandon Ship
- Dan Manfredini (2009). Monkey Lab
- Jonathan Leistiko (2009). Isle of Doctor Necreaux
- Guillaume Blossier, Charly Cazals e Frédéric Henry (2009). Rush N' Crush
- Paul Peterson (2012). Smash Up
- Richard James (2006). Straw
- Brent Keith (2010). Myth: Pantheons
- Jonathan Leistiko (2010).Pressure Matrix
- Philip duBarry (2012). Courtier
- Jeff Tidball (2012). Mercante
- Jim Pinto (2012). Dominare
- Seiji Kanai (2012). Love Letter

### Giochi di costruzione del mazzo
- Mike Elliott (2009). Thunderstone
- David Gregg (2011). Nightfall

### Giochi di ruolo
- Matt Forbeck (2000). Brave New World
- Ken Carpenter, Rob Vaux, et al. (2002). Farscape Roleplaying Game
- John Wick et al. (1997). La leggenda dei cinque anelli (Legend of the Five Rings Role-Playing Game)
- Patrick Kapera et. al. (2002). Spycraft
- Robert Defendi et al. (2003). Stargate SG-1
- Jennifer Wick, John Wick, Kevin Wilson (1999). 7th Sea. Rinominato Swashbuckling Adventures
- Numerosi supplementi per il d20 System, sia avventure che generici.

### Wargame tridimensionali
- Clan War[19]. Scontri tra eserciti del mondo della Leggenda dei cinque anelli